# Theta Eridani
Acamar (Theta Eridani / θ Eri) (del árabe Akhir an-nahr, "el final del río") es una estrella doble situada en la constelación de Eridanus.
La estrella principal, θ1 , es de magnitud +3,18 y pertenece a la clase espectral A4. Su compañera,  θ2 , se encuentra a una distancia 8,2’’, es de clase espectral A1 y tiene una magnitud de +4,11 .